# Municipio de Waveland (Arkansas)
El municipio de Waveland (en inglés: Waveland Township) es un municipio ubicado en el condado de Yell en el estado estadounidense de Arkansas. En el año 2010 tenía una población de 285 habitantes y una densidad poblacional de 6,88 personas por km².

## Geografía
El municipio de Waveland se encuentra ubicado en las coordenadas 35°7′21″N 93°39′5″O / 35.12250, -93.65139. Según la Oficina del Censo de los Estados Unidos, el municipio tiene una superficie total de 41,45 km², de la cual 37,83 km² corresponden a tierra firme y (8,73 %) 3,62 km² es agua.

## Demografía
Según el censo de 2010, había 285 personas residiendo en el municipio de Waveland. La densidad de población era de 6,88 hab./km². De los 285 habitantes, el municipio de Waveland estaba compuesto por el 97,19 % blancos, el 2,11 % eran asiáticos, el 0,7 % eran de otras razas. Del total de la población el 4,21 % eran hispanos o latinos de cualquier raza.